# Biathlon aux Jeux olympiques de 2014
Navigation
Vancouver 2010 Pyeongchang 2018
Les épreuves de biathlon aux Jeux olympiques d'hiver de 2014 se tiennent du 8 février 2014 au 22 février 2014 au complexe de ski de fond et de biathlon Laura dans la station de sports d'hiver de Krasnaïa Poliana, dans le kraï de Krasnodar (Russie).
Le biathlon apparaît pour la première fois au programme des Jeux olympiques d'hiver lors des Jeux olympiques d'hiver de 1960 de Squaw Valley. Une seule épreuve eut lieu. Les femmes devront attendre les Jeux olympiques d'hiver de 1992 d'Albertville pour y figurer.
Contrairement aux précédentes éditions, ces compétitions olympiques n'octroient pas de points pour le classement de la coupe du monde de biathlon 2013-2014. Le relais mixte figure pour la première fois au programme olympique. L'épreuve du relais mixte de Sotchi fait toutefois exception par rapport aux autres épreuves de biathlon de ces Jeux, puisqu'elle compte pour le classement de la Coupe du monde de relais mixte 2013-2014.
Le 27 novembre 2017, le Comité international olympique disqualifie pour dopage les athlètes russes Olga Vilukhina (2e du sprint 7,5 km) et  Iana Romanova, avec qui elle a remporté le relais 4x6 km, ce qui entraîne également la disqualification du relais russe. Quelques jours plus tard, le 1er décembre 2017, le CIO disqualifie aussi Olga Zaïtseva, également membre du relais russe. Les Russes font appel de la décision. En 2020, le Tribunal arbitral du sport (TAS) annule la suspension à vie de Vilukhina et de Romanova et restaurent leurs résultats individuels obtenus lors des Jeux olympiques de 2014. Vilukhina conserve donc sa médaille. Le maintien de la disqualification de Zaïtseva confirme en revanche la disqualification du relais russe. L'Ukraine récupère ainsi le titre olympique du relais féminin. En 2024, c'est au tour du relais masculin russe, également initialement victorieux, d'être disqualifié définitivement à la suite de la décision du TAS. L'Allemagne récupère ainsi, dix ans plus tard, la médaille d'or du relais masculin.

## Calendrier
| Calendrier des épreuves de biathlon | Calendrier des épreuves de biathlon | Calendrier des épreuves de biathlon | Calendrier des épreuves de biathlon | Calendrier des épreuves de biathlon | Calendrier des épreuves de biathlon | Calendrier des épreuves de biathlon | Calendrier des épreuves de biathlon | Calendrier des épreuves de biathlon | Calendrier des épreuves de biathlon | Calendrier des épreuves de biathlon | Calendrier des épreuves de biathlon | Calendrier des épreuves de biathlon | Calendrier des épreuves de biathlon | Calendrier des épreuves de biathlon | Calendrier des épreuves de biathlon | Calendrier des épreuves de biathlon | Calendrier des épreuves de biathlon | Calendrier des épreuves de biathlon | Calendrier des épreuves de biathlon |
| Février 2014                        | Février 2014                        | 6                                   | 7                                   | 8                                   | 9                                   | 10                                  | 11                                  | 12                                  | 13                                  | 14                                  | 15                                  | 16                                  | 17                                  | 18                                  | 19                                  | 20                                  | 21                                  | 22                                  | 23                                  |
| ----------------------------------- | ----------------------------------- | ----------------------------------- | ----------------------------------- | ----------------------------------- | ----------------------------------- | ----------------------------------- | ----------------------------------- | ----------------------------------- | ----------------------------------- | ----------------------------------- | ----------------------------------- | ----------------------------------- | ----------------------------------- | ----------------------------------- | ----------------------------------- | ----------------------------------- | ----------------------------------- | ----------------------------------- | ----------------------------------- |
| Hommes                              | Individuel (20 km)                  |                                     |                                     |                                     |                                     |                                     |                                     |                                     |                                     |                                     |                                     |                                     |                                     |                                     |                                     |                                     |                                     |                                     |                                     |
| Hommes                              | Sprint (10 km)                      |                                     |                                     |                                     |                                     |                                     |                                     |                                     |                                     |                                     |                                     |                                     |                                     |                                     |                                     |                                     |                                     |                                     |                                     |
| Hommes                              | Poursuite (12,5 km)                 |                                     |                                     |                                     |                                     |                                     |                                     |                                     |                                     |                                     |                                     |                                     |                                     |                                     |                                     |                                     |                                     |                                     |                                     |
| Hommes                              | Départ groupé (15 km)               |                                     |                                     |                                     |                                     |                                     |                                     |                                     |                                     |                                     |                                     |                                     |                                     |                                     |                                     |                                     |                                     |                                     |                                     |
| Hommes                              | Relais (4 × 7,5 km)                 |                                     |                                     |                                     |                                     |                                     |                                     |                                     |                                     |                                     |                                     |                                     |                                     |                                     |                                     |                                     |                                     |                                     |                                     |
| Femmes                              | Individuel (15 km)                  |                                     |                                     |                                     |                                     |                                     |                                     |                                     |                                     |                                     |                                     |                                     |                                     |                                     |                                     |                                     |                                     |                                     |                                     |
| Femmes                              | Sprint (7,5 km)                     |                                     |                                     |                                     |                                     |                                     |                                     |                                     |                                     |                                     |                                     |                                     |                                     |                                     |                                     |                                     |                                     |                                     |                                     |
| Femmes                              | Poursuite (10 km)                   |                                     |                                     |                                     |                                     |                                     |                                     |                                     |                                     |                                     |                                     |                                     |                                     |                                     |                                     |                                     |                                     |                                     |                                     |
| Femmes                              | Départ groupé (12,5 km)             |                                     |                                     |                                     |                                     |                                     |                                     |                                     |                                     |                                     |                                     |                                     |                                     |                                     |                                     |                                     |                                     |                                     |                                     |
| Femmes                              | Relais (4 × 6 km)                   |                                     |                                     |                                     |                                     |                                     |                                     |                                     |                                     |                                     |                                     |                                     |                                     |                                     |                                     |                                     |                                     |                                     |                                     |
| Relais mixte (2 × 6 + 2 × 7,5 km)   |                                     |                                     |                                     |                                     |                                     |                                     |                                     |                                     |                                     |                                     |                                     |                                     |                                     |                                     |                                     |                                     |                                     |                                     |                                     |

|  | Report de l'épreuve |
|  | Jour de l'épreuve   |

## Médaillés

### Hommes
| Épreuve                                   | Or                              | Or                | Argent                            | Argent            | Bronze                              | Bronze            |
| ----------------------------------------- | ------------------------------- | ----------------- | --------------------------------- | ----------------- | ----------------------------------- | ----------------- |
| Individuel (20 km) résultats détaillés    | Martin Fourcade (FRA)           | 49 min 31 s 7     | Erik Lesser (GER)                 | 49 min 43 s 9     | Evgeniy Garanichev (RUS)            | 50 min 06 s 2     |
| Sprint (10 km) résultats détaillés        | Ole Einar Bjørndalen (NOR)      | 24 min 33 s 5     | Dominik Landertinger (AUT)        | 24 min 34 s 8     | Jaroslav Soukup (CZE)               | 24 min 39 s 2     |
| Poursuite (12,5 km) résultats détaillés   | Martin Fourcade (FRA)           | 33 min 48 s 6     | Ondřej Moravec (CZE)              | 34 min 02 s 7     | Jean-Guillaume Béatrix (FRA)        | 34 min 12 s 8     |
| Départ groupé (15 km) résultats détaillés | Emil Hegle Svendsen (NOR)       | 43 min 29 s 1     | Martin Fourcade (FRA)             | 43 min 29 s 1     | Ondřej Moravec (CZE)                | 43 min 42 s 9     |
| Relais (4 × 7,5 km) résultats détaillés   | Allemagne (GER) - Simon Schempp | 1 h 12 min 19 s 4 | Autriche (AUT) - Christoph Sumann | 1 h 12 min 45 s 7 | Norvège (NOR) - Emil Hegle Svendsen | 1 h 13 min 10 s 3 |

### Femmes
| Épreuve                                     | Or                               | Or                | Argent                      | Argent            | Bronze                            | Bronze            |
| ------------------------------------------- | -------------------------------- | ----------------- | --------------------------- | ----------------- | --------------------------------- | ----------------- |
| Individuel (15 km) résultats détaillés      | Darya Domracheva (BLR)           | 43 min 16 s 6     | Selina Gasparin (SUI)       | 44 min 35 s 3     | Nadezhda Skardino (BLR)           | 44 min 57 s 8     |
| Sprint (7,5 km) résultats détaillés         | Anastasiya Kuzmina (SVK)         | 21 min 6 s 8      | Olga Vilukhina (RUS)        | 21 min 26 s 7     | Vita Semerenko (UKR)              | 21 min 28 s 5     |
| Poursuite (10 km) résultats détaillés       | Darya Domracheva (BLR)           | 29 min 30 s 7     | Tora Berger (NOR)           | 30 min 8 s 3      | Teja Gregorin (SLO)               | 30 min 12 s 7     |
| Départ groupé (12,5 km) résultats détaillés | Darya Domracheva (BLR)           | 35 min 25 s 6     | Gabriela Soukalová (CZE)    | 35 min 45 s 8     | Tiril Eckhoff (NOR)               | 35 min 52 s 9     |
| Relais (4 × 6 km) résultats détaillés       | Ukraine (UKR) - Olena Pidhrushna | 1 h 10 min 02 s 5 | Norvège (NOR) - Tora Berger | 1 h 10 min 40 s 1 | Tchéquie (CZE) - Veronika Vitkova | 1 h 11 min 25 s 7 |

Mise à jour le 19 mai 2022

### Mixte
| Épreuve                                         | Or                                                                                 | Or               | Argent                                                                              | Argent           | Bronze                                                                      | Bronze            |
| ----------------------------------------------- | ---------------------------------------------------------------------------------- | ---------------- | ----------------------------------------------------------------------------------- | ---------------- | --------------------------------------------------------------------------- | ----------------- |
| Relais (2 × 6 + 2 × 7,5 km) résultats détaillés | Norvège - Tora Berger - Tiril Eckhoff - Ole Einar Bjørndalen - Emil Hegle Svendsen | 1 h 9 min 17 s 0 | Tchéquie - Veronika Vítková - Gabriela Soukalová - Jaroslav Soukup - Ondřej Moravec | 1 h 9 min 49 s 6 | Italie - Dorothea Wierer - Karin Oberhofer - Dominik Windisch - Lukas Hofer | 1 h 10 min 15 s 2 |

## Tableau des médailles
| Rang | Nation      | Or | Argent | Bronze | Total |
| ---- | ----------- | -- | ------ | ------ | ----- |
| 1    | Norvège     | 3  | 2      | 2      | 7     |
| 2    | Biélorussie | 3  | 0      | 1      | 4     |
| 3    | France      | 2  | 1      | 1      | 4     |
| 4    | Allemagne   | 1  | 1      | 0      | 2     |
| 5    | Ukraine     | 1  | 0      | 1      | 2     |
| 6    | Slovaquie   | 1  | 0      | 0      | 1     |
| 8    | Tchéquie    | 0  | 3      | 3      | 6     |
| 9    | Autriche    | 0  | 2      | 0      | 2     |
| 10   | Russie      | 0  | 1      | 1      | 2     |
| 11   | Suisse      | 0  | 1      | 0      | 1     |
| 12   | Italie      | 0  | 0      | 1      | 1     |
| 12   | Slovénie    | 0  | 0      | 1      | 1     |
|      | Total       | 11 | 11     | 11     | 33    |